# Kerpen (Noordrijn-Westfalen)
Kerpen is een stad en gemeente in de Duitse deelstaat Noordrijn-Westfalen, gelegen in de Rhein-Erft-Kreis. De gemeente telt 65.802 inwoners (31 december 2020) op een oppervlakte van 113,90 km². De stad noemt zichzelf, vanwege de connectie met Adolph Kolping, ook in officiële documenten Kolpingstadt Kerpen.

## Delen
Kerpen bestaat uit de volgende delen. Deze hebben vanwege hun ligging een zekere zelfstandigheid behouden:
- Türnich/Balkhausen/Brüggen, drie van noord naar zuid in elkaar overlopende plaatsen, ten zuidoosten van Kerpen-stad en ten oosten van de A61
- Blatzheim, oostelijk van Buir en ten westen van Kerpen-stad
- Buir in het uiterste westen van de gemeente, direct ten zuiden van de verlegde A4
- Horrem met de oostelijk daarvan gelegen dorpen Neu-Bottenbroich en Götzenkirchen, ten noorden van Kerpen-stad en de A4, ten oosten van de A61
- Kerpen-stad
- Manheim: het oude Manheim, gelegen ten noorden van Buir, dat verdwijnt vanwege de bruinkoolwinning; en Manheim-neu, direct ten westen van Kerpen-stad
- Mödrath en Kerpen-Nord, direct aan de noordrand van Kerpen-stad
- Sindorf, ten noorden van de A4 en Kerpen-stad, ten westen van de A61; aan de westkant ligt een groot middelbare-scholen- en sportcomplex voor Horrem en Sindorf tezamen

### Bevolkingscijfers
Totale bevolking volgens de gemeentewebsite 2020: 67.966 personen.
Per Stadtteil:
- Sindorf 18.285 inwoners
- Kerpen	14.843
- Horrem	13.016
- Brüggen 4.762
- Buir 3.904
- Blatzheim 3.516
- Türnich 3.481
- Balkhausen	2.537
- Manheim-neu 1.375
- Mödrath 1.238
- Neu-Bottenbroich 970
- Manheim 39

## Geografie, infrastructuur

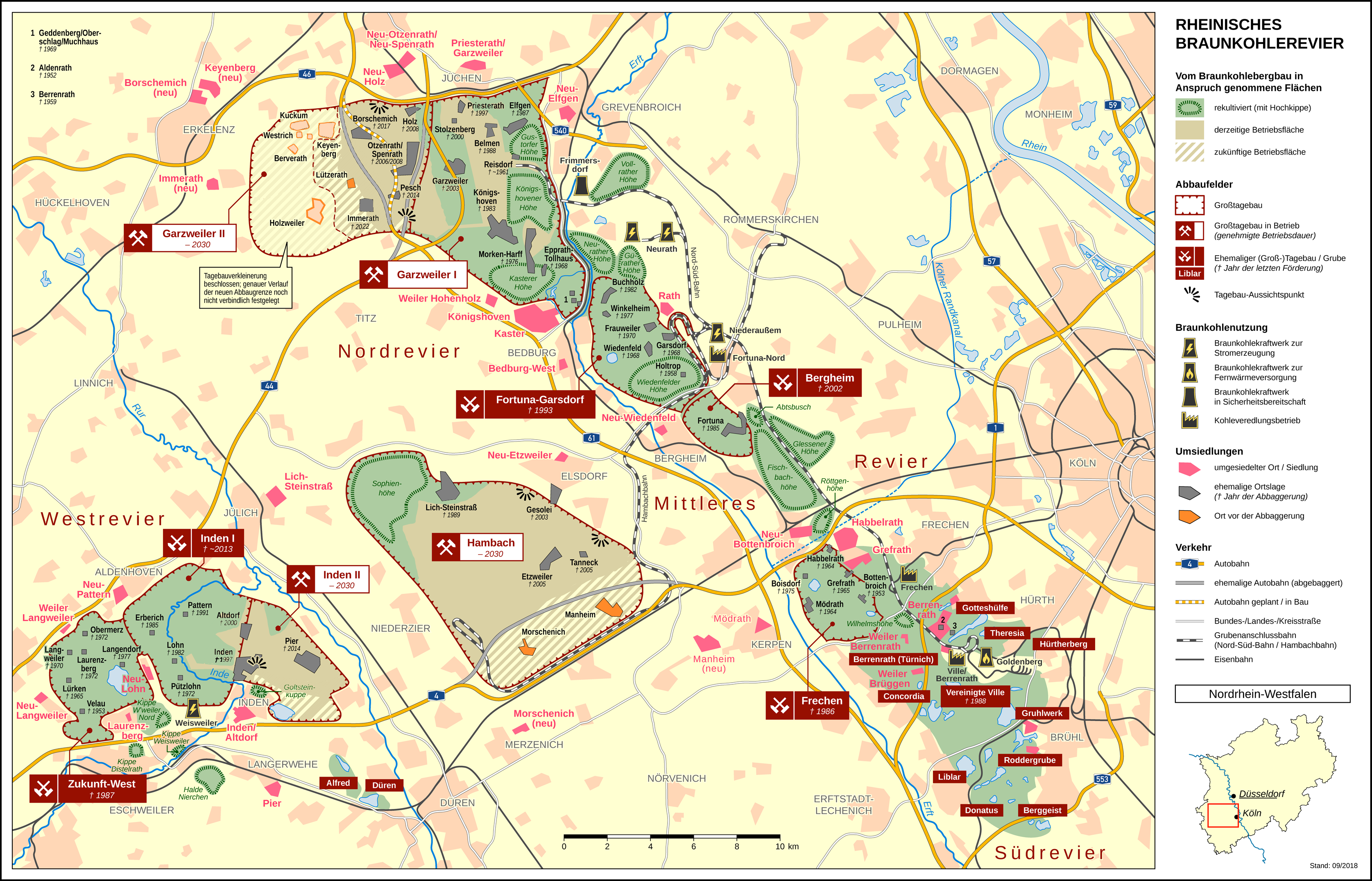
Kaart van het Rijnlandse bruinkoolgebied; Kerpen ligt iets rechtsonder het midden.

Kerpen ligt ten dele in het Rijnlands bruinkoolgebied. Drie dorpen in de gemeente zijn "nieuwe" nederzettingen, gebouwd in de plaats van drie vanwege de bruinkoolwinning in dagbouw gesloopte dorpen. De "nieuwe dorpen", Manheim-neu (bouwjaren 2016-2022), Neubottenbroich (vanaf 1953) en Mödrath (vanaf 1964), zijn op bovenstaande kaart in de kleur roze aangegeven.

### Ligging van de plaatsen ten opzichte van elkaar
Kerpen is op de landkaart een heterogeen geheel, dat door de midden in de gemeente op Kreuz Kerpen elkaar kruisende Autobahnen A4 (west-oost) en A61 (noordwest-zuidoost) als het ware in vier "kwartieren" wordt verdeeld:
- noordwest: Sindorf, het grootste stadsdeel
- noordoost: Horrem met Neubottenbroich
- zuidwest: helemaal in het westen Buir en Blatzheim, iets oostelijker Langenich en Mondorf-neu, en dicht bij het Autobahnkreuz Kerpen-stad en aan de noordrand daarvan Mödrath
- zuidoost: Götzenkirchen aan de A4, juist ten zuiden van Horrem; ten zuiden daarvan het tot Frechen behorende gebied van de vroegere Bruinkoolgroeve Frechen, en ten zuidoosten daarvan, oostelijk langs de A61, de cluster dorpen Türnich-Balkhausen-Brüggen, tegen de gemeente Erftstadt aan.

Door Horrem, en in het zuidoosten tussen de A61 en de dorpen Türnich-Balkhausen-Brüggen in, loopt de rivier de Erft, die in de gemeente hier en daar in stadsparken en recreatieterreinen is ingepast, maar waarvan het oevergebied op andere plekken een natuurreservaat vormt.

### Wegverkeer
Ten noordoosten van Kerpen kruisen de autosnelwegen A4 (van west naar oost: Aken - Görlitz) en de A61 (van noord naar zuid: Venlo - Hockenheim) elkaar. De A61 loopt direct langs de oostrand van Sindorf en Kerpen-stad. De A4 is rond 2014 nabij Buir vanwege de bruinkoolwinning ruim 1,5 km zuidwaarts verlegd.
Te Horrem begint een oostwaarts naar Keulen lopend gedeelte van de Bundesstraße 55. In het zuiden van de gemeente, o.a. bij Blatzheim en Türnich, loopt de Bundesstraße 264.
Afritten van de Autobahnen in de gemeente Kerpen zijn de nummers 7b, 8 en 9  van de A4, en de nummers 20 en 21 van de A61.
Door de gemeente lopen verder tal van goede provinciale wegen e.d.
Parallel aan de spoorlijn Aken-Keulen loopt door de gemeente een deel van een 91 km lang langeafstands-fietspad Aken-Keulen, dat ook door forensen wordt gebruikt..

### Openbaar vervoer
De gemeente heeft drie treinstations aan de spoorlijn Keulen - Aken, van west-zuidwest naar oost-noordoost: Station Buir,  Station Sindorf en Station Horrem.  Op dit laatste station takt een kleine spoorlijn noordwaarts naar Bergheim af. Op de stations Buir en Sindorf stoppen alleen de treinen van (sedert 2020: lijn S19 van) de S-Bahn van Keulen, op station Horrem ook andere treinen.
Vanuit Kerpen-stad rijden regelmatig bussen naar station Sindorf en naar Keulen. Verder rijden er enige ieder uur rijdende stadsbusdiensten, en veel scholierenlijnen, die alleen 's morgens vroeg naar, en in de namiddag enkele malen van de scholen terug rijden, tussen de diverse plaatsen in de gemeente.

## Economie
De bruinkoolwinning van het Rijnlands bruinkoolgebied heeft vele decennia lang een stempel gedrukt op de economie van de gemeente Kerpen. Het belang hiervan loopt sedert 2015 terug. Toch wonen en werken er nog veel mensen uit de bruinkoolmijnen in de stad, en is de invloed van het hiervoor verantwoordelijke energieconcern RWE nog groot.
Aan de zuidrand van  Sindorf, bij de A4, staat op een zeer groot bedrijventerrein een vestiging van het Amerikaanse concern Visteon. Er worden auto-onderdelen, met name instrumenten en elektronica voor de besturing en bediening van auto's gemaakt. Het bedrijf heeft veel Europese en Aziatische autofabrikanten als klant. Te Sindorf werkten in 2014 meer dan 750 mensen in dit bedrijf. Ook is Boll & Kirch, een wereldwijd opererend concern, dat automatisch zelfreinigende filters voor de behandeling van brandstof, smeerolie en water maakt, te Sindorf gevestigd. Dit bedrijventerrein huisvest verder veel midden- en kleinbedrijf, waaronder opvallend veel grote kledingwinkels.
Ook de grote Britse IT-onderneming Computacenter en het telecomconcern Vodafone hebben te Kerpen-Sindorf een filiaal, met enige honderden werknemers.
Blatzheim grenst in het zuiden direct aan de grote luchtmachtbasis van Nörvenich. Te Blatzheim wonen veel daar werkzame beroepsmilitairen.
In alle stadsdelen van de gemeente staan na ca. 1970 ontstane woonwijken, waar mensen zijn gehuisvest, die in omliggende steden, met name Keulen en Düren, of in de nabije bruinkoolgroeven werken. Zodoende kan men de gemeente Kerpen als woonforensengemeente aanmerken.
Kerpen heeft een Amtsgericht.

## Geschiedenis
Kerpen wordt in een document uit het jaar 871 als „Kerpinna“ voor het eerst schriftelijk vermeld. Er ontstond een koningshof, dat rechtstreeks eigendom was van de koningen van het Heilige Roomse Rijk. Een plaatselijke heer, Wenemar von Gymnich, had het van de koning gekocht en verkocht het met koninklijke toestemming  samen met het aangrenzende  Mödrath, in 1282 aan hertog Jan I van Brabant.
Van 1282 tot de Franse annexatie in 1795 behoorde Kerpen tot het hertogdom Brabant. In januari 1579 werd het kasteel van Kerpen kortstondig door Geuzen ingenomen met plundering en brandschatting tot gevolg. Tijdens het Beleg van Kerpen werd door het Spaanse leger onder Cristóbal de Mondragón met harde hand een einde gemaakt aan bezetting en wangedrag. In de late 16e, 17e en 18e eeuw verkreeg Kerpen, onderdeel van de Spaanse Nederlanden, waar in het kasteel vaak Spaanse soldaten gelegerd waren, in de omstreken de bijnaam Klein Spanje. De burcht van Kerpen verviel in de 18e eeuw tot een ruïne, waarvan de stenen uiteindelijk gerecycled werden voor woning- en wegenbouw en die in de 19e eeuw geheel verdween. 
De meeste andere plaatsen in de huidige gemeente behoorden in de middeleeuwen tot eerst het graafschap Gulik en later het hertogdom Gulik. In 1641, in de Dertigjarige Oorlog, werd Buir door vijandelijke troepen veroverd, platgebrand en gedeeltelijk uitgemoord, maar later weer opgebouwd.
De plaatsen Blatzheim en Brüggen lagen in de middeleeuwen echter in het prinsbisdom Keulen.
Na de val van Napoleon Bonaparte in 1815 wees het Congres van Wenen alle gebieden van de huidige gemeente aan het koninkrijk Pruisen toe. In 1841 werd de spoorlijn van Keulen naar Aken geopend, met stations in Buir en Horrem. Te Türnich bestond reeds in de 19e eeuw bruinkoolwinning; in het dorp stond een grote brikettenfabriek.
Na de Eerste Wereldoorlog behoorde Kerpen tot het gedeelte van het Rijnland, dat door Britse troepen bezet was.
In 1941 verkreeg Kerpen het stadsrecht. In de Tweede Wereldoorlog werden Kerpen en omgeving voor 42% verwoest door geallieerde luchtbombardementen; daarbij viel een onbekend aantal burgerslachtoffers.
De diverse stadsdelen werden pas bij de gemeentelijke herindelingen van 1975 samengevoegd tot de huidige gemeente Kerpen.

## Natuur

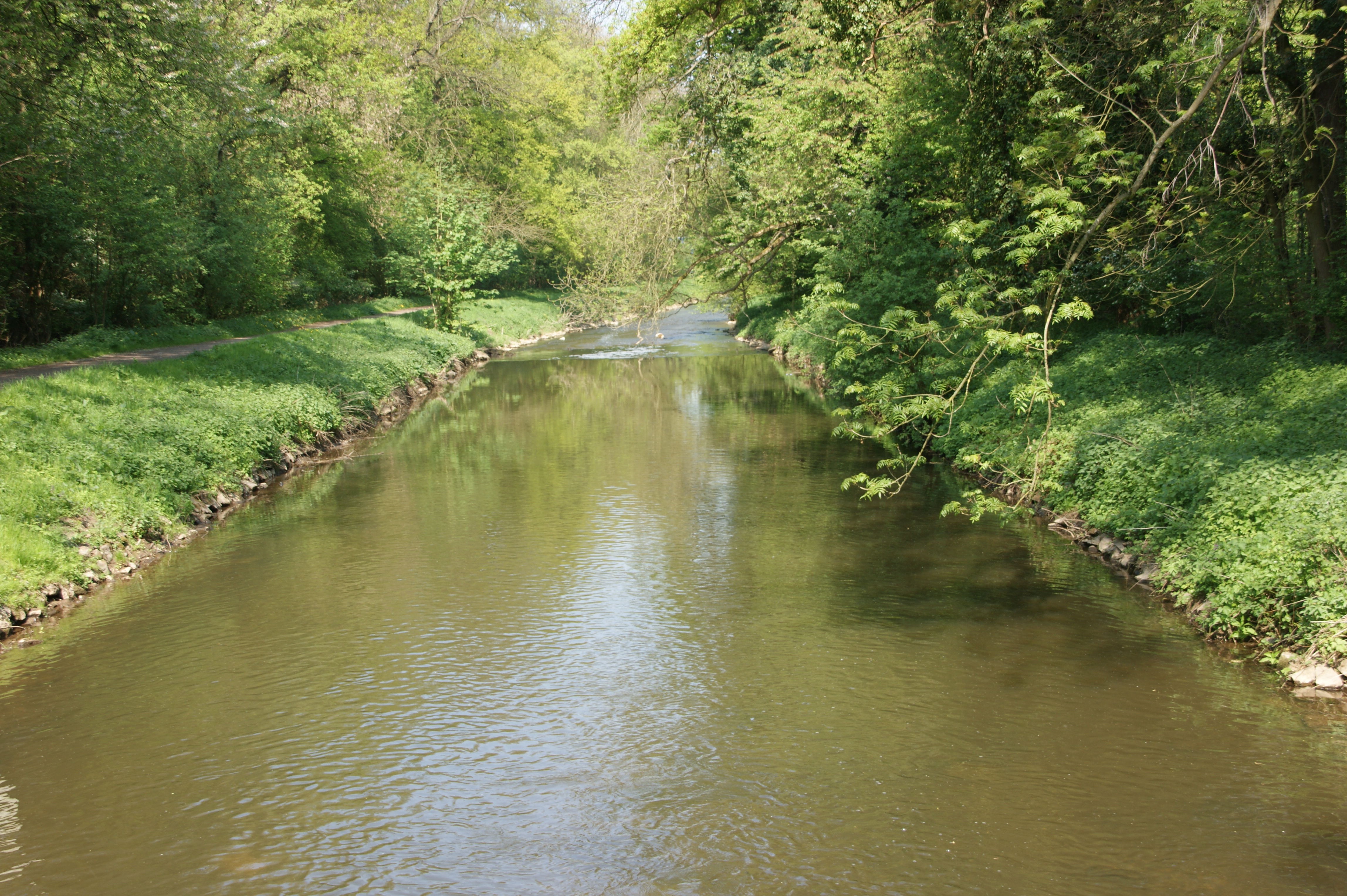
Langs de Erft bij Kerpen

Ten oosten van Kerpen bevindt zich het Naturpark Rheinland, tot 2005 geheten: Naturpark Kottenforst-Ville (1.045 km²). Hiertoe behoren ook de gebieden, waar na het sluiten van bruinkoolgroeven landschapsherstel plaats heeft. Dit strekt zich uit van Bedburg in het noorden, via Erftstadt, tot dicht bij Ahrweiler in het zuiden. Ook het dal van de rivier de Erft, dat de gemeente doorsnijdt, behoort hiertoe. Dit dal is in de gemeente hier en daar in stadsparken en recreatieterreinen ingepast, maar elders is het oevergebied een natuurreservaat. Er komen veel zeldzame vogels en insecten voor. Op enkele plekken langs de Erft heeft zich ooibos ontwikkeld.
In de gemeente zijn, vooral dankzij het voortijdig staken van de bruinkoolwinning in de bruinkoolgroeve Hambach aan de noordrand van de gemeente, enige restanten van het legendarische Bürgewald (zie: Arnoldsweiler) behouden gebleven.

## Bezienswaardigheden

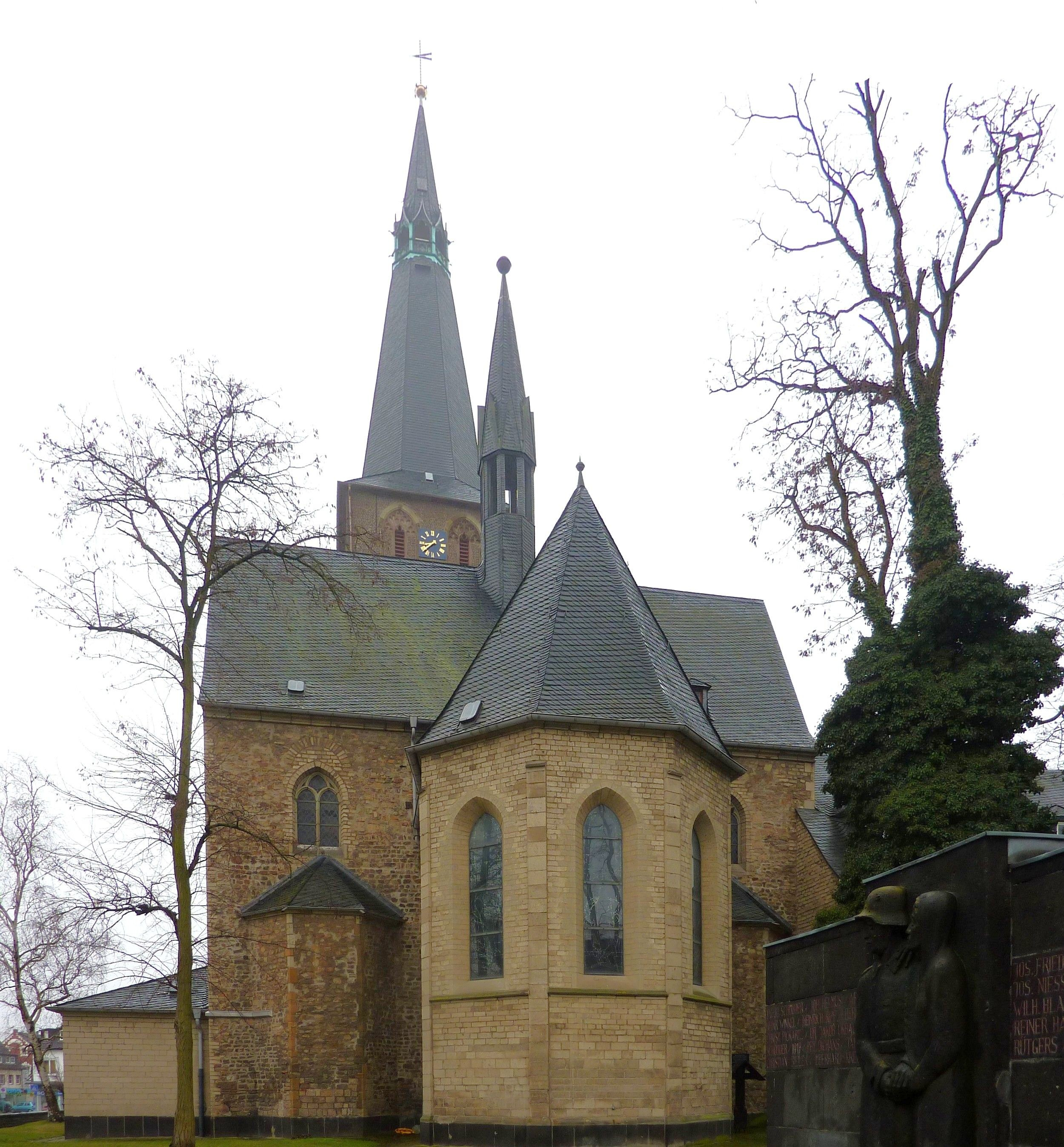
R.K. St. Maartenskerk, Kerpen
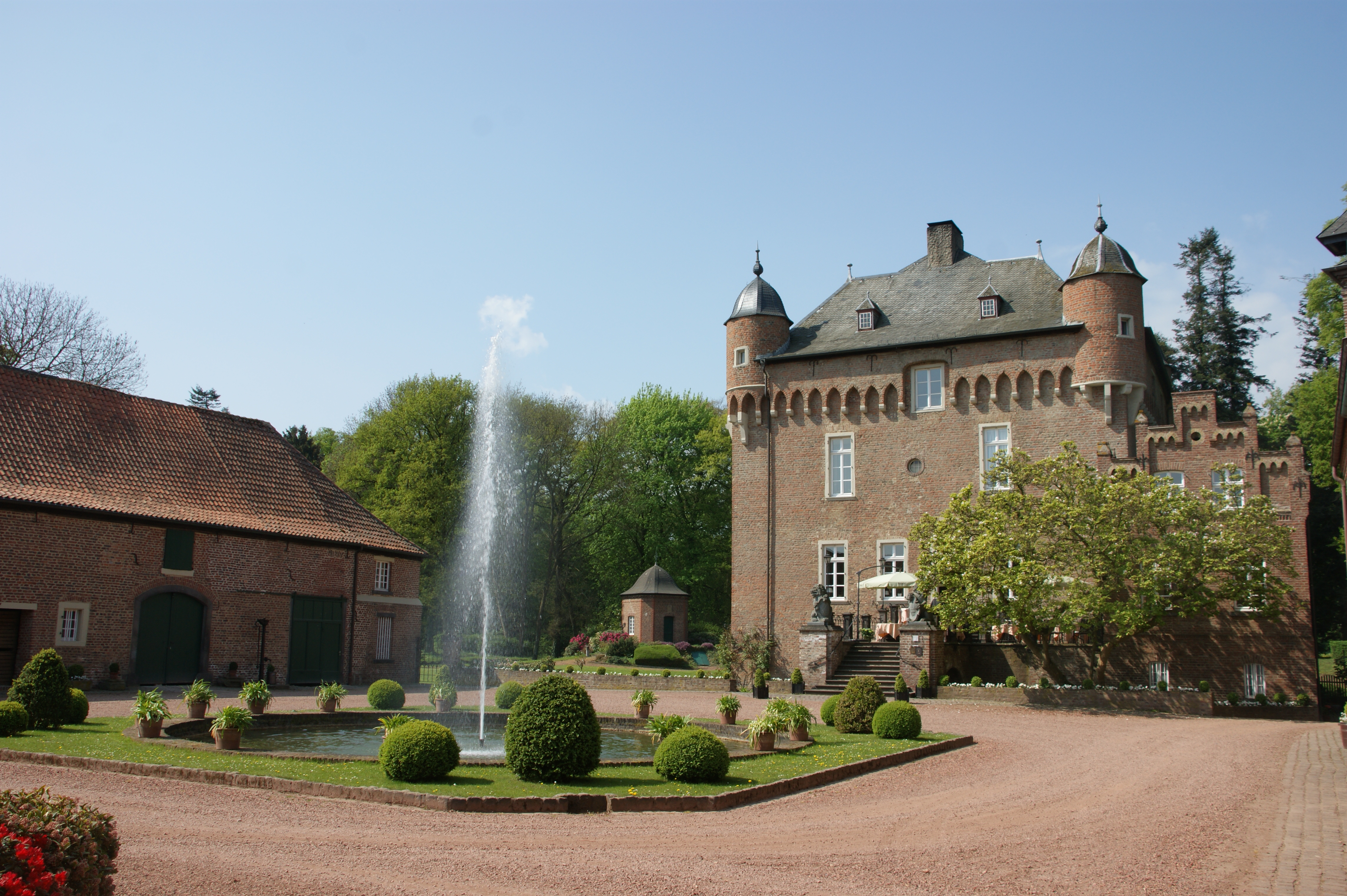
Kasteel Loersfeld
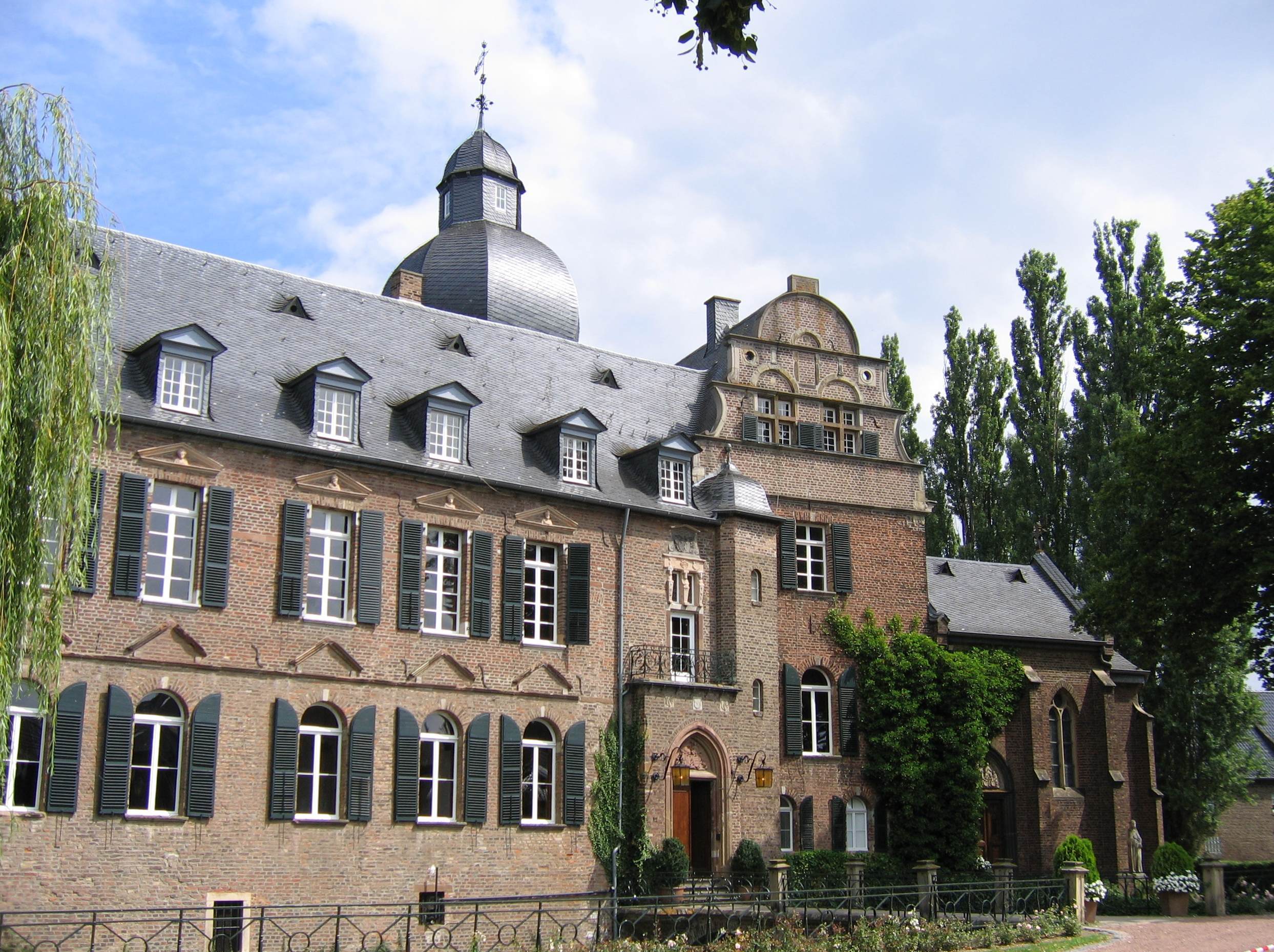
Kasteel Burg Bergerhausen
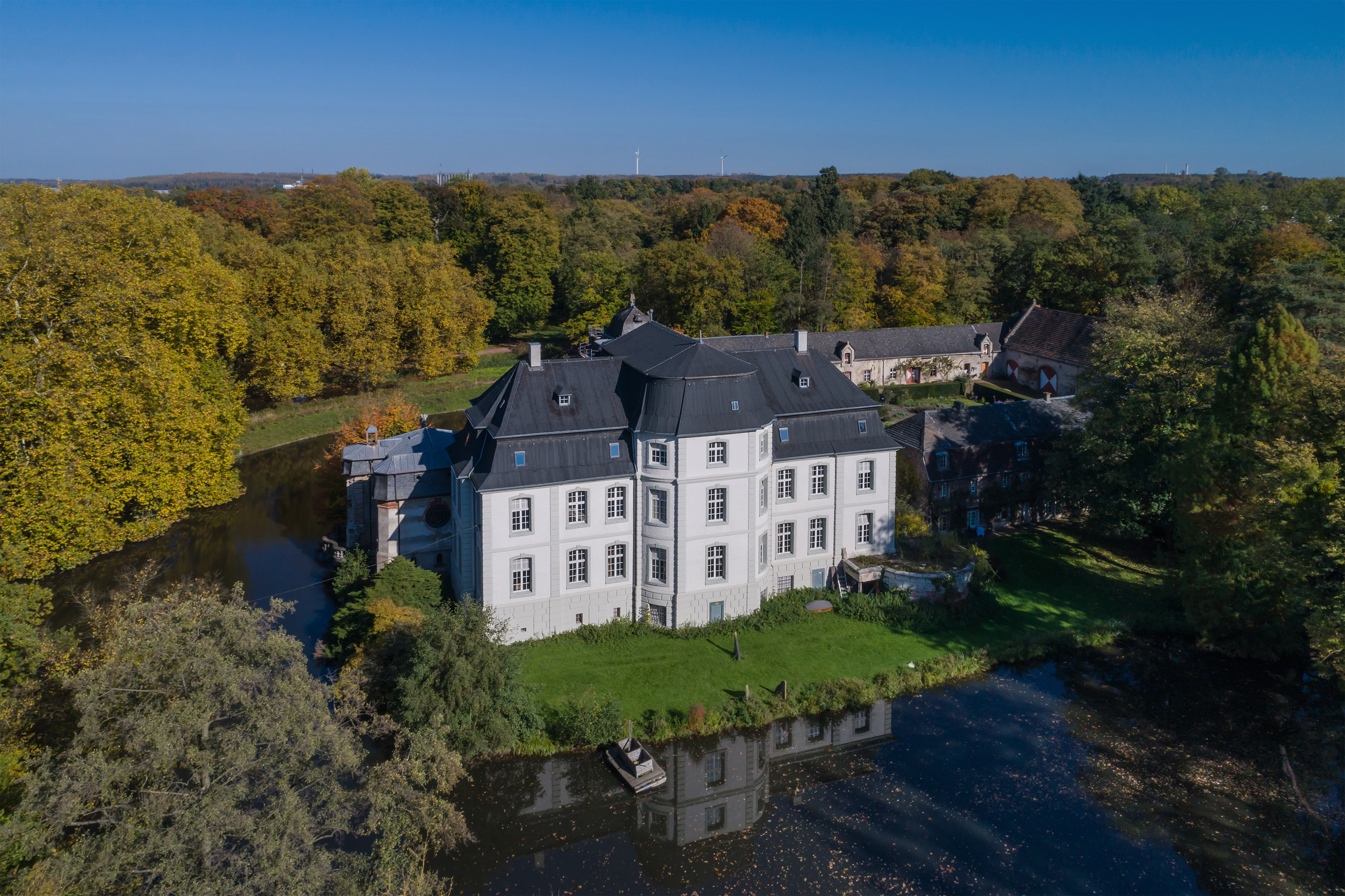
Kasteel Türnich
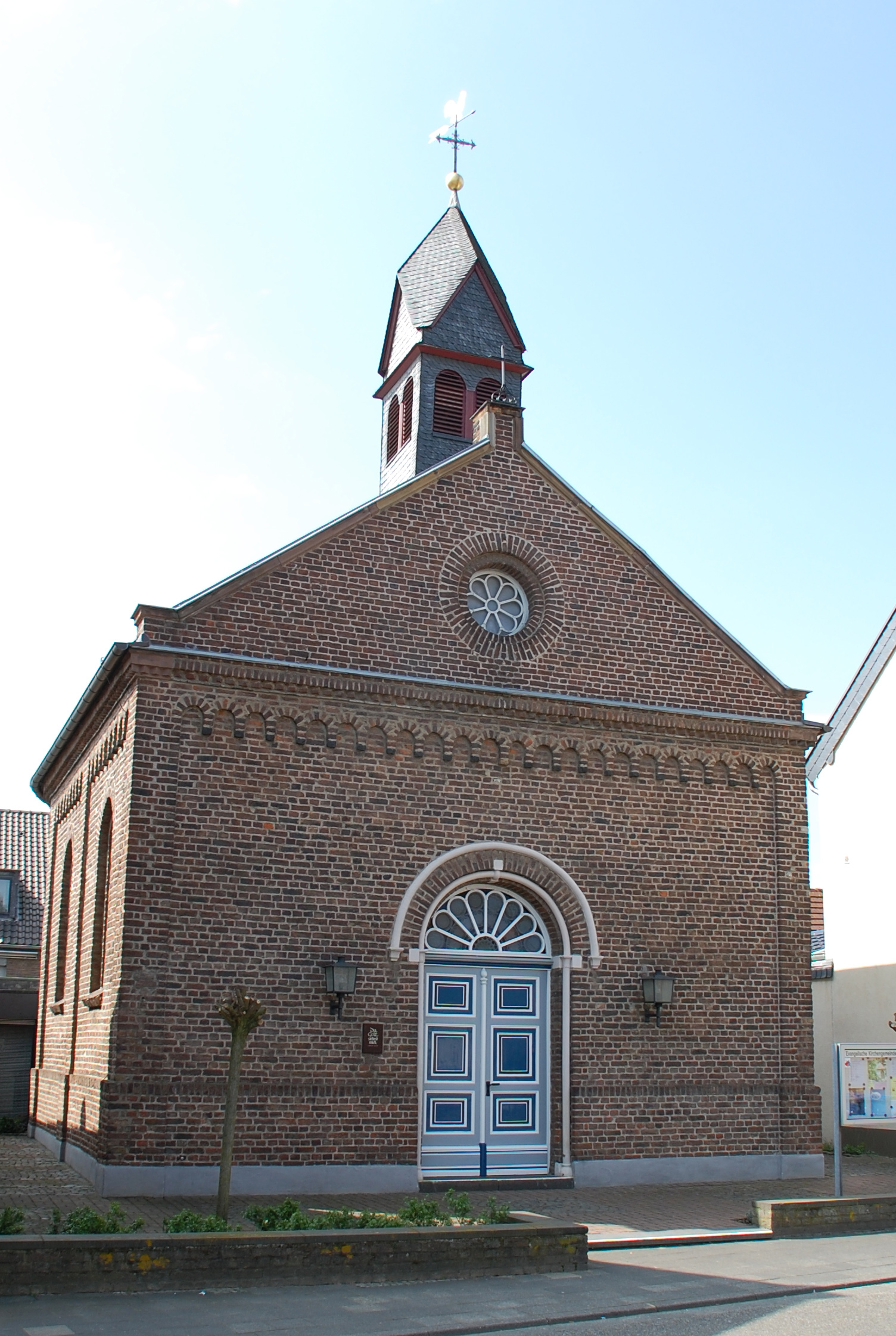
Evang.-lutherse Johanneskerk (1854, neoromaanse bouwstijl)
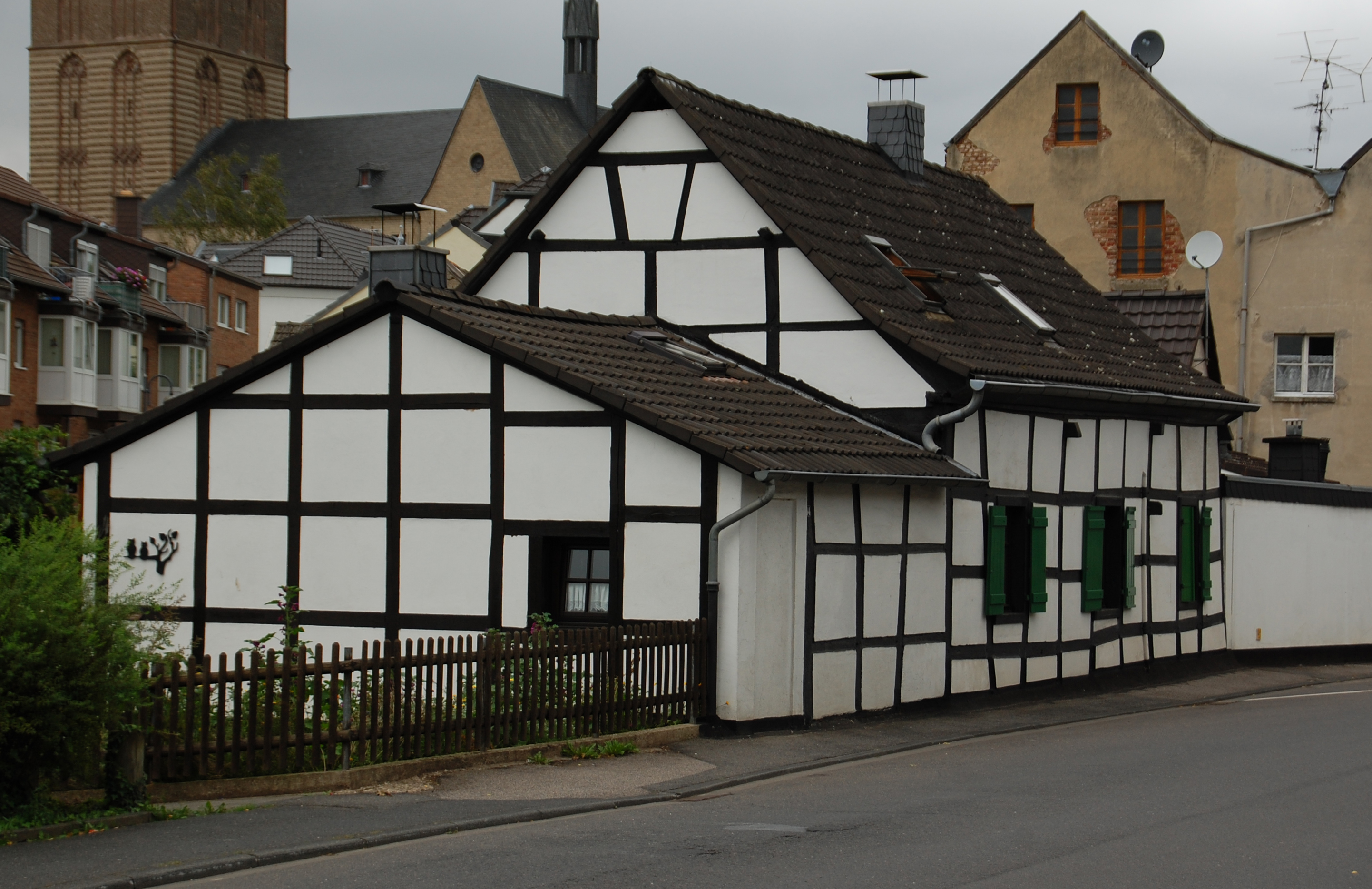
Vakwerkhuis in het centrum van Kerpen

Gebouwen:
- De rooms-katholieke Sint-Maartenskerk te Kerpen-stad werd in de 11e eeuw in romaanse stijl als stichtskerk gebouwd. Restauraties, uitbreidingen en renovaties vonden daarna bijna iedere eeuw plaats. De 78 meter hoge toren dateert grotendeels van 1496. In 1817 werd de kerk door brand zwaar beschadigd, de restauratie daarna duurde tot 1902. In de Tweede Wereldoorlog werd het kerkgebouw opnieuw grotendeels verwoest, en in 1953 herbouwd. De moderne kerkklokken zijn op één na te Malmedy, België, gegoten.
- Burg Bergerhausen, congres- en bruiloftcentrum; populaire filmlocatie
- Burg Hemmersbach (Horrem): Dit kasteel was vanaf de 18e tot en met het midden van de 20e eeuw residentie van de adellijke familie Berghe von Trips. Een telg uit deze familie, Wolfgang Graf Berghe von Trips, werd een befaamd autocoureur. Zijn moeder had naast het (te groot geworden) kasteel de Villa Trips laten bouwen, welke villa een naar de autocoureur genoemde stichting huisvest. Het in 1900 grondig verbouwde kasteel huisvest sedert 2017 een voor de zakenwereld bestemd congres- en studiecentrum met overnachtingsmogelijkheden
- Schloss Lörsfeld met bijbehorend park, in gebruik als exclusief restaurant en hotel, met name voor bedrijfsarrangementen Schloss Lörsfeld

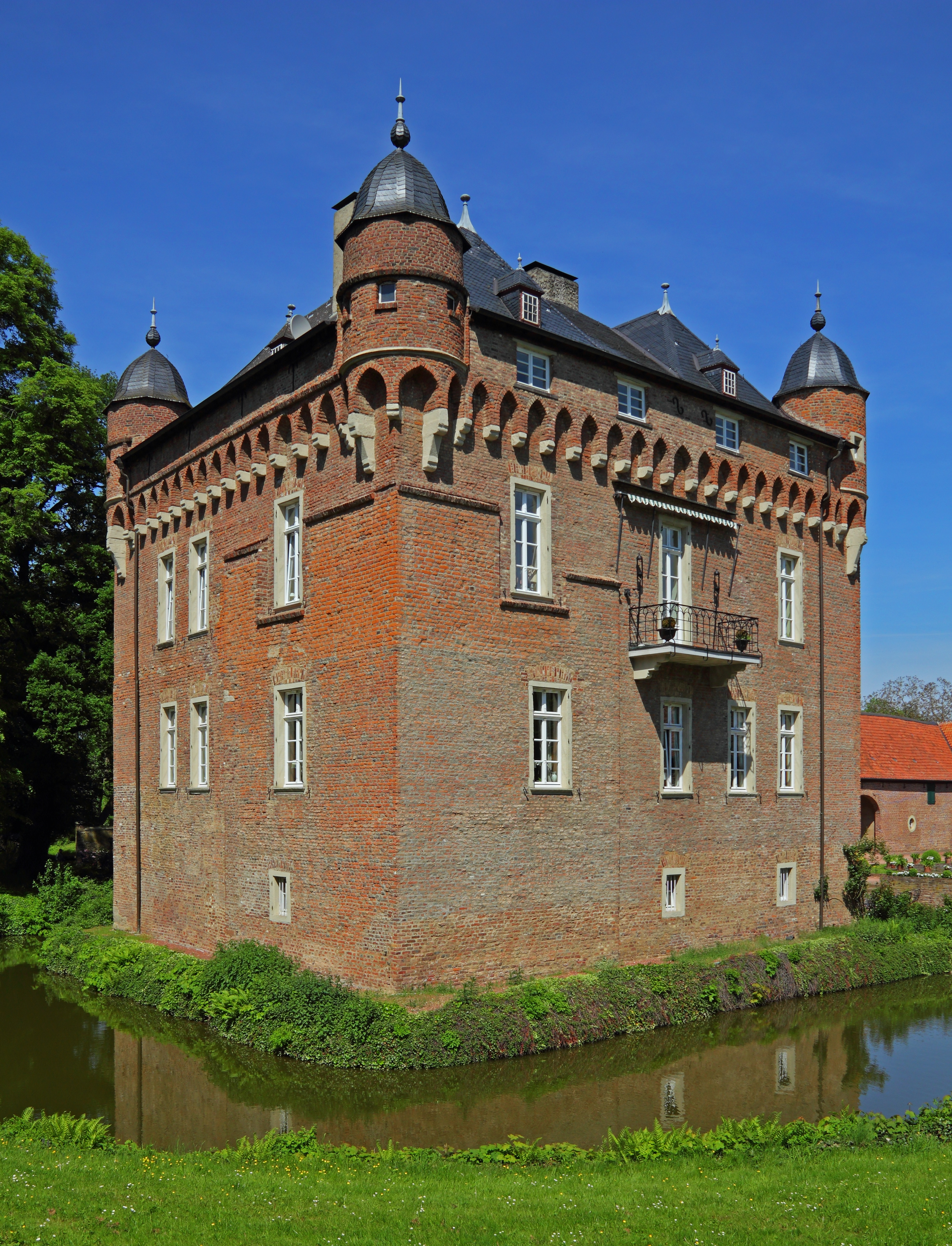
Schloss Lörsfeld

- Schloss Türnich, congres- en bruiloftcentrum, park openbaar toegankelijk
- De commanderij van de Duitse Orde te Blatzheim dateert van 1602. Het gebouw is als grote boerderij in gebruik en kan niet bezichtigd worden. Incidenteel staat de huidige eigenaar aan stellen uit de omgeving toe, in het gebouw in het huwelijk te treden. Eén der vertrekken is daartoe als trouwzaaltje ingericht.
- In Kerpen zijn een klein aantal schilderachtige oude huizen, vooral uit de vroege 19e eeuw, behouden gebleven.

Musea:
- Het in zijn huidige vorm uit 1830 daterende kasteel Haus Mödrath in het stadsdeel Mödrath is in privébezit. De eigenaar heeft het als museum met beperkte horeca-faciliteiten ingericht. Er worden in het seizoen (april t/m oktober) wisseltentoonstellingen van uiteenlopende soorten hedendaagse kunst georganiseerd.
- Die Welt der Schumachers, autosportmuseum (vanwege coureurs Michael en Ralf Schumacher): Verhuisd. Informatie uit 2018 wijst op de opening van een aan Schumacher en zijn auto's gewijd museum met de naam Ralf Schumacher Private Collection in een Motorworld Köln geheten gebouw, op het adres Butzweiler Straße 35-39 te Keulen.
- Haus für Kunst und Geschichte in het uit 1842 daterende voormalige stadhuis, streekmuseum; vormt één geheel met het Museum H.J. Baum, dat schilderijen en grafisch werk van de uit Kerpen afkomstige kunstenaar Hermann Josef Baum toont ; op dinsdag en woensdag 's ochtends, en op donderdag 's middags geopend. Toegang gratis.
- Kolpingmuseum Kerpen, ter nagedachtenis van priester-activist Adolph Kolping, sedert 2020 voor onbepaalde tijd gesloten; of het museum na de covid-19-crisis heropend wordt, is twijfelachtig
- QWERTZUIOPÜ, schrijfmachinemuseum in Kerpen-Sindorf
- Traktorenmuseum Gebr. Stollenwerk, tractormuseum in de Wasserburg Kerpen: het is onzeker, of dit museum nog bestaat.
- Geschiedenis van de autosport in Kerpen-Horrem (ter nagedachtenis van autocoureur Wolfgang Graf Berghe von Trips): Er was tot 2014  in de Villa Trips nabij Kasteel Hemmersbach een museum Villa Trips - Museum für Rennsportgeschichte gevestigd, dat aan hem was gewijd. Dit museum is toen naar de Shanghaiallee te Hamburg verhuisd.

Overige:
- Door de gemeente lopen zes langeafstands-fietsroutes, waarvan één speciaal ter herinnering aan het leven en werk van Adolph Kolping.
- Pauselijke heuvel, tevens bedevaartplaats, op het Marienfeld in Frechen, juist ten oosten van Kerpen-Horrem (Wereldjongerendagen 2005), op een na de demping van de bruinkoolgroeve Frechen aan de natuur teruggegeven gebied

## Belangrijke personen in relatie tot de gemeente

### Geboren
- Adolph Kolping (1813-1865), priester en activist
- Hermann Josef Baum (1927-2009), kunstschilder
- Karlheinz Stockhausen (1928-2007), componist en muziekpedagoog, woonde in kasteel Haus Mödrath
- Gerd Strack (1955-2020), profvoetballer bij o.a. de 1. FC Köln, 10 x Duits international

### Overleden
- Günter Noris, pseudoniem van Günter Maier (1935-2007), bandleider, pianist, arrangeur en componist

## Partnersteden
- Sankt Vith (België) sinds 1975
- Oświęcim (gemeente) (waar het voormalige concentratiekamp Auschwitz is gelegen) in Polen, sedert 1997.

## Afbeeldingen

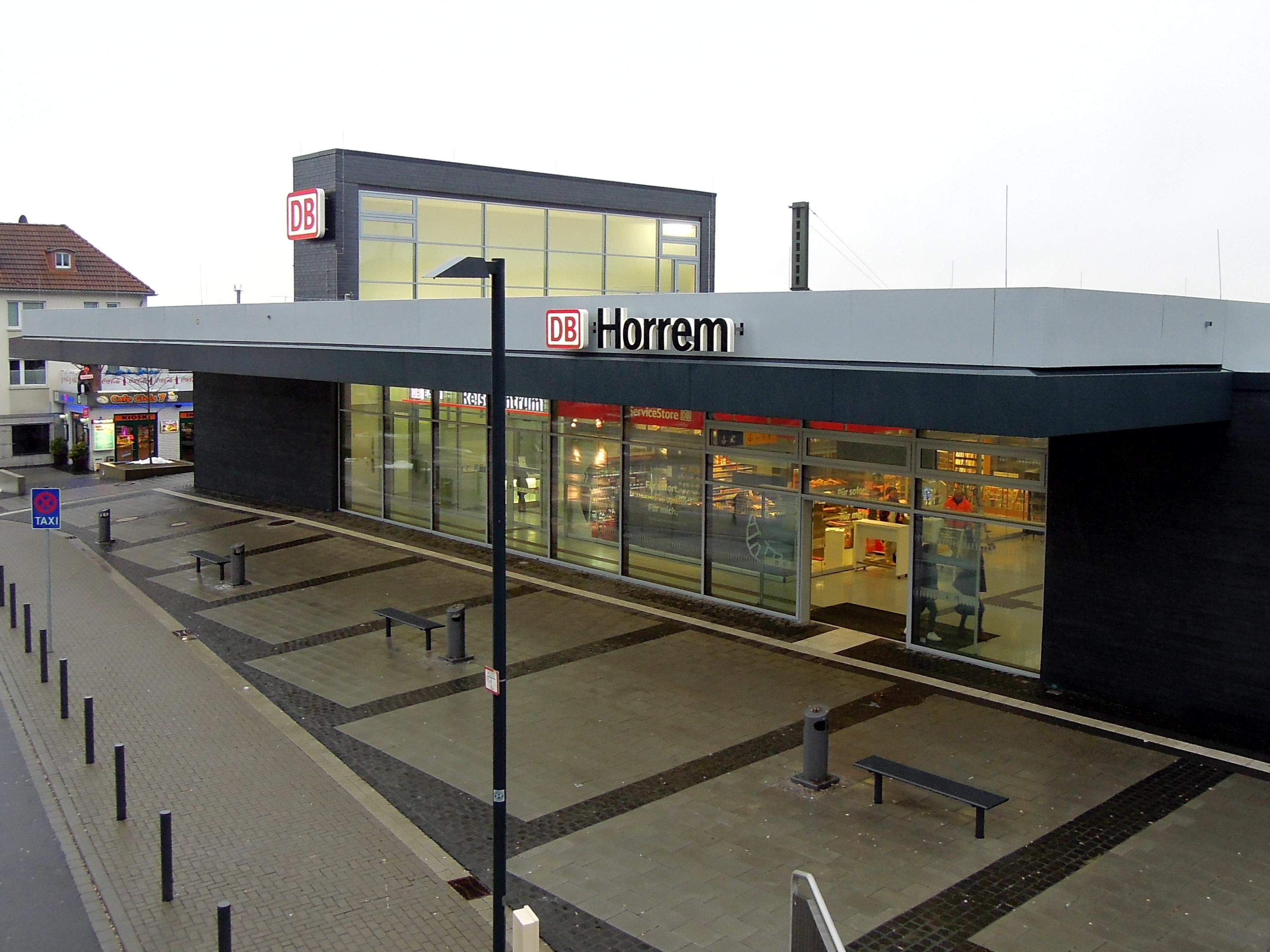
Station Horrem
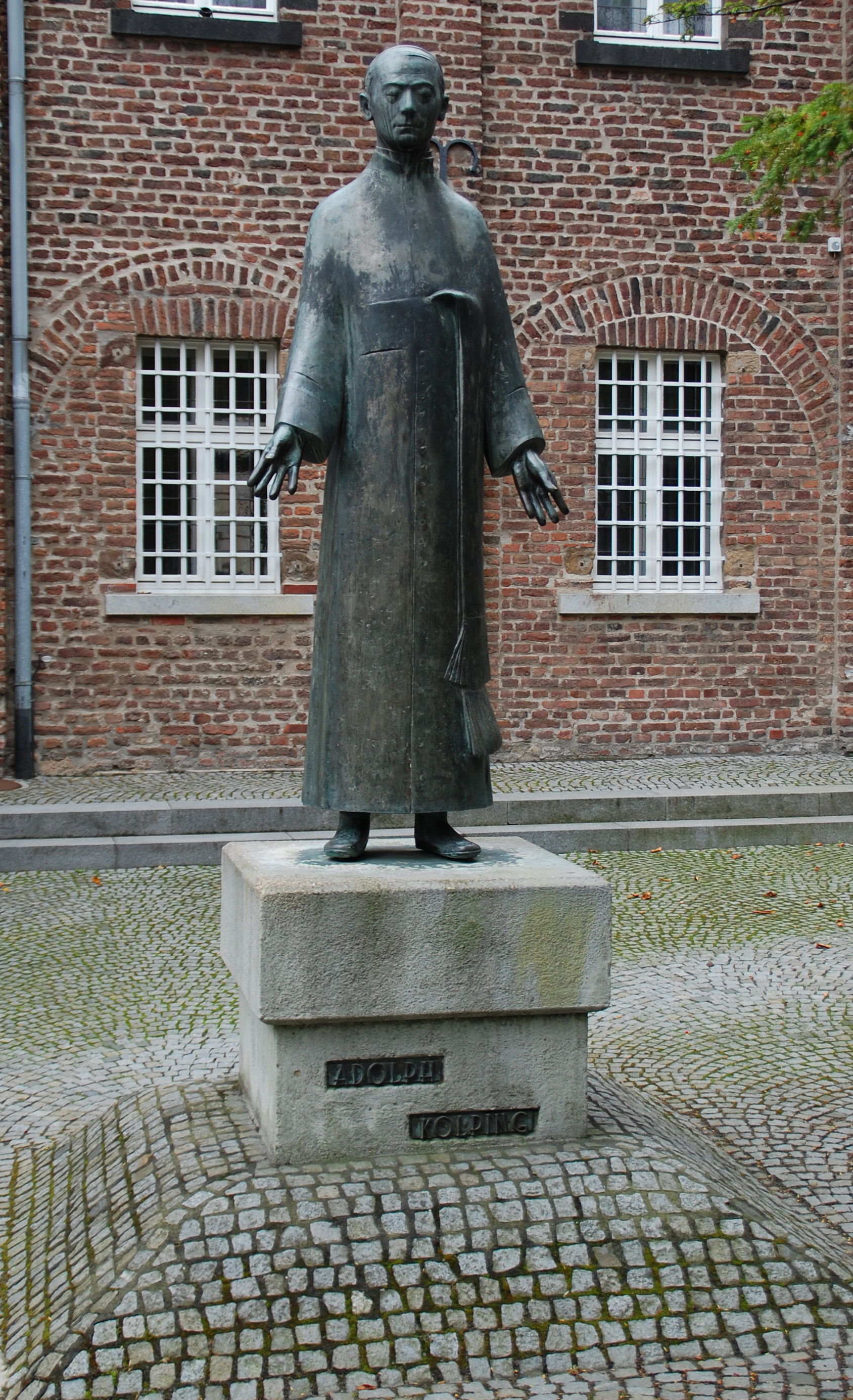
Beeld van Adolph Kolping
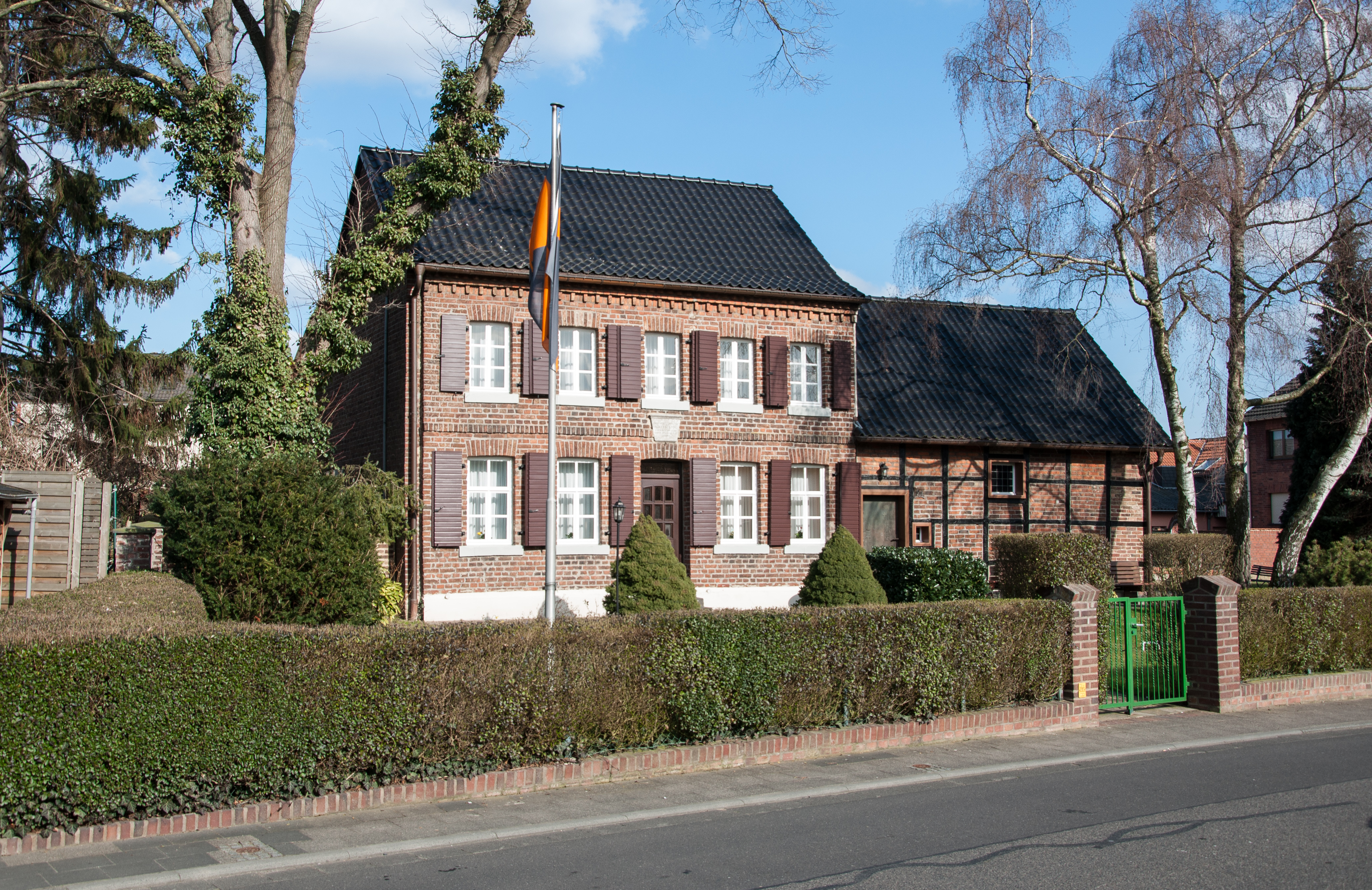
Kolpingmuseum
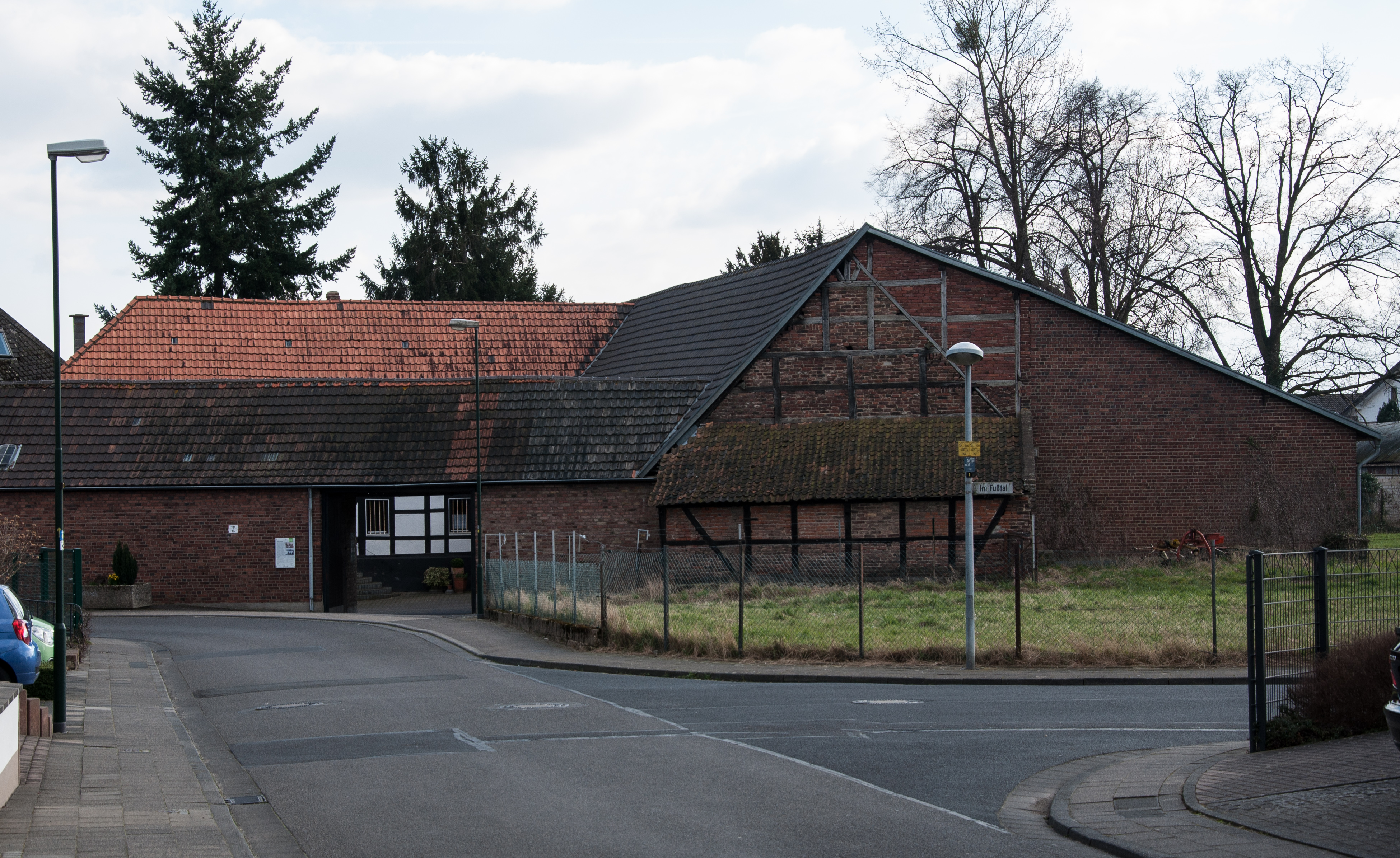
Voormalige watermolen[6] te Kerpen
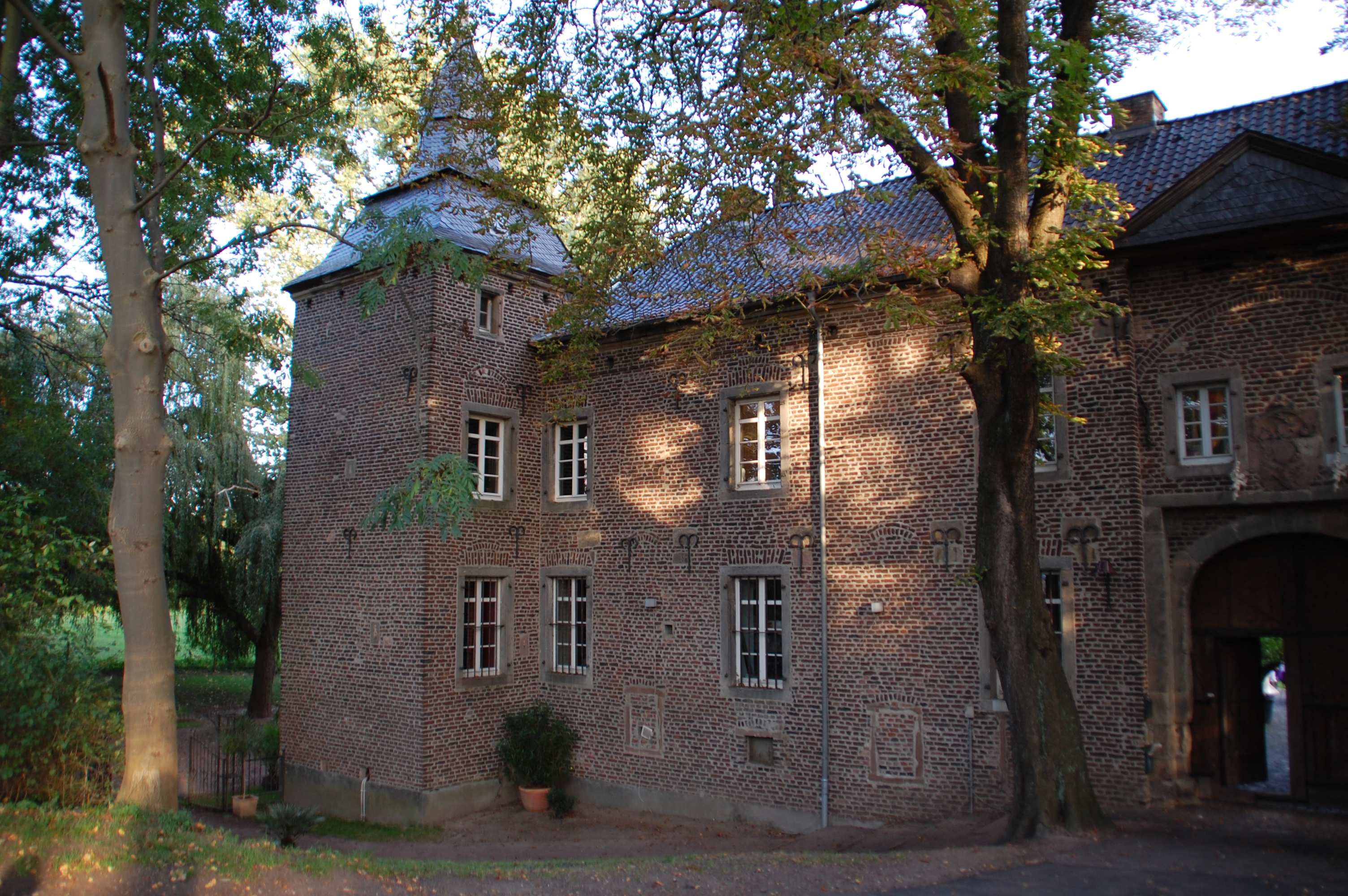
Commanderij te Blatzheim